# Pseudochromis melanotus
Pseudochromis melanotus är en fiskart som beskrevs av Lubbock, 1975. Pseudochromis melanotus ingår i släktet Pseudochromis och familjen Pseudochromidae. Inga underarter finns listade i Catalogue of Life.